# Wild Hogs
Wild Hogs är en amerikansk film från 2007 i regi av Walt Becker.

## Handling
Doug är en tandläkare som kräver samma respekt som en vanlig läkare, samtidigt har han svårt att få kontakt med sin son. Woody är på väg att förlora sitt jobb, sina pengar och sin fru till supermodell. Bobby har en fru som har ett bra jobb, men han har ett skitjobb och låter sig köras med. Dudley är en datanörd som har svårt att kommunicera med kvinnor. Alla låter sig köras med hela tiden och 50-årsåldern närmar sig snart, det är då de får en idé, att ge sig ut på sina motorcyklar och åka till Kalifornien, på vägen stöter de dock på ett MC-gäng som beslutar sig att döda dem efter att Woody bränt upp deras bar.

## Skådespelare
- Tim Allen - Doug Madsen
- John Travolta - Woody Stevens
- Martin Lawrence - Bobby Davis
- William H. Macy - Dudley Frank
- Marisa Tomei - Maggie
- Jill Hennessy - Kelly Madsen
- Ray Liotta - Jack